# La Voleuse de livres
Cet article concerne le roman. Pour le film adapté, voir La Voleuse de livres (film).
La Voleuse de livres (The Book Thief) est un roman de l'écrivain australien Markus Zusak, publié en 2005 en Australie et en 2007 en France aux éditions OH !, dans une traduction de Marie-France Girod.
Le roman narre le destin tragique de Liesel Meminger, une fillette allemande pendant la Seconde Guerre mondiale, par les yeux de la Mort, dotée d'un humour noir et cynique, ultime témoin objectif de la folie des hommes.
La Voleuse de livres a obtenu un succès international auprès du public comme des critiques, qui ont salué l'aspect déconcertant du récit et les valeurs qu'il défend contre la barbarie comme l'importance des liens familiaux, l'amitié, la solidarité humaine et la puissance des mots.

## Résumé
Allemagne, pendant la Seconde Guerre mondiale. Le parti nazi d'Hitler est tout-puissant et ses adeptes chaque jour plus nombreux. La Mort, collectionneuse réticente d'âmes, nous raconte une histoire, rare plaisir d'une existence vouée à emporter nos âmes à l'heure de notre mort.
Cette histoire est celle de Liesel Meminger, que l'on découvre alors que son frère et elle sont envoyés par leur mère dans une famille d'accueil, à Molching.C'était aussi la première fois que la Mort rencontrait Liesel, qu'elle reverrait encore à deux reprises tout au long des évènements qui jalonneront sa vie. En effet, Werner, le frère de Liesel meurt, emporté par la toux, dans le train qui les conduit vers leur nouvelle famille d'accueil. Lors de l'enterrement, Liesel vole son premier livre, Le Manuel du Fossoyeur, tombé dans la neige de la poche du jeune garçon qui fait office d'aide du fossoyeur. Bien qu'elle ne sache pas lire, ce "vol" est le premier d'une série de nombreux autres (d'où le titre). Elle ne devait plus jamais revoir sa mère.
À son arrivée à Molching, au 33 rue Himmel, Liesel rencontre ses  parents adoptifs, les Hubermann. Hans est peintre en bâtiment et Rosa mère au foyer. Bourrue et grossière, elle travaille en faisant la lessive pour les plus riches habitants de Molching, qu'elle déteste. Liesel rencontre aussi ses nouveaux camarades d'école, en particulier Rudy Steiner, un voisin de la Rue Himmel, qui deviendra son meilleur ami. Rudy admire l'athlète afro-américain Jesse Owens, l'un des meilleurs sprinteurs de l'entre-deux-guerres, quadruple médaillé d'or aux Jeux olympiques d'été de 1936 à Berlin, auquel Hitler a refusé de serrer la main parce qu'il était noir. Rudy s'enduit de charbon et tente d'imiter son idole en courant un cent mètres sur Hubert Oval.
Chaque nuit, Liesel est réveillée vers les 2 heures du matin par un terrifiant cauchemar où elle voit son petit frère mort à côté d'elle dans le wagon de chemin de fer qui les amenait à Molching. Et chaque nuit, Hans Hubermann, son "nouveau" père, vient dans sa chambre pour la rassurer et la câliner et reste auprès d'elle le reste de la nuit. Il lui joue parfois de l'accordéon, et plus tard, ils profiteront tous deux de ces longues heures nocturnes pour apprendre à Liesel à lire, se servant des maigres bases de Hans pour déchiffrer les mots et les phrases des livres dérobés.
Le temps passe et Liesel grandit, comme grandit son butin littéraire : après Le Manuel du Fossoyeur, elle reçoit pour Noël deux livres de la part de son père adoptif, Faust le Chien et Le Phare, qu'il avait acheté en vendant les cigarettes roulées qu'il fabriquait. Lors d'un bûcher de livres organisé pour l'anniversaire du Führer, elle vola Le Haussement d'Épaule et reçut même un certain Mein Kampf de la part du fils des Hubermann, fidèle supporteur du parti nazi.
Entre-temps, Max Vandenburg, un boxeur juif lui demande son aide, la persécution des juifs battant son plein en Allemagne. C'est Liesel qui donne à Hans l'idée d'utiliser le symbolisme de Mein Kampf pour permettre à Max de voyager jusqu'à Molching et de se cacher dans le sous-sol de la maison Hubermann, Rue Himmel. La cohabitation avec Max mit du temps à s'établir pour Liesel, mais il réussit à l'amadouer et ils devinrent des amis proches.
Max lui offrit son sixième livre, intitulé L'Homme qui se penchait, qu'il avait lui-même dessiné à la peinture sur les pages dédoublées de Mein Kampf. Le Siffleur fut son septième livre. Il dérivait dans les eaux de l'Amper jusqu'à ce que Rudy Steiner ne plonge dans l'eau glacée de décembre 1941 et, manquant de se noyer, ne le lui rapporte.
Au fur et à mesure que le roman se développe, le front de guerre se rapproche de Molching. Peu après un raid aérien, un avion allié s'écrase à l'extérieur de la ville, et Liesel et Rudy assistent à la mort du pilote. Ce fut la seconde rencontre de Liesel avec la Mort.
Elle vola son huitième livre dans la bibliothèque du maire, et choisit Le Porteur de Rêves à la mémoire de son ami Max, qui avait décidé de partir. Le même scénario se répéta pour le neuvième et le dixième livre, Un chant dans la Nuit et Le Dictionnaire Universel Duden. Son onzième livre lui fut transmis par Rosa Hubermann elle-même. C'était le carnet de croquis de Max Vandenburg, qu'il avait nommé La Secoueuse de Mots - Petit Recueil de pensées pour Liesel Meminger. La femme du maire lui donna, officiellement cette fois, son douzième livre, Le Dernier Humain Étranger. Elle écrivit elle-même le dernier livre. Elle choisit de l'intituler La Voleuse de livres.
De nouveaux raids aériens s'abattirent sur Molching, et les habitants s'organisèrent pour se réfugier dans les caves ayant une « profondeur suffisante » lorsque les sirènes se mettaient à hurler. Liesel y apprit le pouvoir des mots en lisant ses livres à ses voisins pour les calmer pendant les bombardements.
Mais le 7 octobre 1943, les alarmes sonnèrent trop tard. La plupart des habitants de la Rue Himmel furent tués lors de cette nuit de bombardements, sauf Liesel. Elle s'était enfermée dans le sous-sol des Hubermann pour écrire sa propre histoire. Elle eut soudainement à surmonter la douleur de la mort de sa famille et de ses amis, et la perte du seul bonheur qu'elle avait jamais connu. Elle fut le témoin des corps de ses parents et celui de Rudy, à qui elle fit un dernier baiser d'adieu. Ce fut sa troisième rencontre avec la Mort, qui subtilisa l'autobiographie de La Voleuse de livres, ce qui lui donna de nouvelles perspectives sur la vie de cette étrange jeune fille.
Miraculeusement, Max avait étonnamment et ironiquement survécu à son internement dans les camps de concentration et il retrouva Liesel quelques années plus tard, alors qu'elle travaillait à la boutique d'Alex Steiner, le père de Rudy.
L'histoire prend fin avec la mort de la vieille femme qu'est devenue Liesel, vivant désormais avec sa famille à Sydney, en Australie. C'est son ultime rencontre avec la Mort.

## Les personnages

### Liesel Meminger
La protagoniste de l'histoire est une fille adoptive au seuil de l'adolescence, avec des cheveux blonds qui sont "une marque de blonde allemande assez proche" et un "sourire affamé" quand elle le montre. Ses yeux sont cependant bruns. Les Hubermann l'ont nourrie après que son père biologique ait "abandonné" leur famille, son frère est décédé et sa mère a été obligée de l'envoyer dans une famille d'accueil en raison de sa croyance (communisme), interdite à l'époque. Liesel est la "voleuse de livres" mentionnée dans le titre. Liesel est fascinée par le pouvoir des mots, comme le montre la citation: "J'ai détesté les mots et je les ai aimés." Elle vole des livres à la neige, au feu et à la femme du maire.

### Hans Hubermann
Père nourricier de Liesel et mari de Rosa, Hans est un ancien soldat allemand pendant la Première Guerre mondiale, accordéoniste et peintre. Il développe une relation étroite et affectueuse avec Liesel et devient pour elle une source principale de force et de soutien tout au long du roman. Comme Liesel, il n'a pas beaucoup d'expérience en lecture. Ensemble, ils s’entraident pour lire et écrivent tous les mots qu’ils apprennent sur un mur du sous-sol avec ses pots de peinture blanche. Il aide Max parce que son père s'est sacrifié pour sauver Hans lors de la Première Guerre mondiale.

### Rosa Hubermann
La mère adoptive de Liesel, à la langue acerbe, souvent abrasive, a une carrure «garde-robe» et un visage contrarié, des cheveux brun-gris très serrés, souvent ligotés dans un chignon et des yeux «chlorés». Malgré son tempérament, elle est une épouse aimante pour Hans et une mère pour Liesel. Pour compléter le revenu du ménage, elle lave et repasse cinq des ménages les plus riches de Molching.

### Rudy Steiner
Le voisin de Liesel, Rudy, a les jambes maigres, les yeux bleus, les cheveux couleur citron et un penchant pour se mettre au milieu de situations où il ne devrait pas. Bien qu'ayant l'apparence d'un archétypal allemand, il ne soutient pas directement les nazis. En tant que membre d’un ménage relativement pauvre avec six enfants, Rudy a habituellement faim. Il est connu dans tout le quartier à cause de "l'incident de Jesse Owens", dans lequel il s'est coloré de charbon une nuit et a couru cent mètres sur le terrain de sport local. Il est doué sur le plan académique et sportif, ce qui attire l'attention des responsables du parti nazi et conduit à une tentative de recrutement. Son manque de soutien pour le parti nazi devient problématique à mesure que l'histoire avance. Rudy devient le meilleur ami de Liesel et finit par tomber amoureux d'elle, essayant toujours de l'embrasser.

### Max Vandenburg
Un poing-combattant juif qui se réfugie dans le sous-sol de Hubermann contre le régime nazi. Il est le fils d'un soldat allemand de la Première Guerre mondiale qui a combattu aux côtés de Hans Hubermann. Ils ont noué une amitié étroite pendant la guerre. Il a les cheveux bruns comme une plume et les yeux bruns marrons. Pendant le règne de la terreur nazie, Hans accepte de mettre Max à l'abri et de le cacher du parti nazi. Pendant son séjour chez les Hubermann, Max se lie d'amitié avec Liesel, en raison de leur affinité commune pour les mots. Il lui écrit deux livres et lui présente un carnet contenant son récit de vie, ce qui aide Liesel à se développer en tant qu'écrivain et lecteur, ce qui lui sauve la vie des bombes.

### Ilsa Hermann
L'épouse du maire de Molching qui emploie Rosa Hubermann. Elle est entrée dans la dépression après la mort de son fils unique pendant la Grande Guerre. Ilsa permet à Liesel de visiter et de lire des livres dans sa bibliothèque personnelle. Elle donne également à Liesel un petit livre noir, ce qui l'amène à écrire sa propre histoire, "La voleuse de livres".

### Werner Meminger
Le petit frère de Liesel, décédé subitement dans le train avec sa mère, alors qu'il était transporté chez leurs parents d'accueil.

### Paula Meminger
La mère de Liesel n'est mentionnée que quelques fois dans l'histoire. Le père de Liesel avait été emmené par les nazis avant le roman parce qu'il était communiste et que sa mère - Paula Meminger - prenait ses deux enfants en famille d'accueil pour les sauver de la persécution nazie. La mère de Liesel a connu le même sort que son père, mais Liesel réalise finalement que sa mère l'a donnée pour la protéger.

## Thèmes

### La mort
Tout au long du roman, la Mort est omniprésente, d'une part puisque c'est elle qui raconte l'histoire, mais aussi parce que cette histoire se situe en période de guerre et dans un pays où le régime en place l'a érigée en modèle. Liesel est donc entourée par la Mort, avec qui elle va devoir composer pour survivre, grandir et garder l'espoir, prenant même des risques inouïs pour aider des fugitifs, comme Max.

### Le pouvoir des mots
Liesel est La Voleuse de livres. Elle vole son premier livre lors de l'enterrement de son petit frère, et va, grâce à son père adoptif, à la femme du maire et à son ami Max, apprendre à lire et à écrire. Elle va également découvrir le pouvoir des mots, comme un apaisement dans une situation de stress et de tension (pendant les bombardements), mais aussi comme un moyen d'arriver à ses fins, moyen qu'utilisèrent aussi Hitler et son régime totalitaire pour asseoir leur domination sur les esprits du peuple allemand. Les livres qu'elle dérobe ou qu'on lui offre lui permettent finalement de s'évader lors des moments difficiles de son enfance.

### L'amitié
Une grande partie de l'intrigue tourne autour de l'amitié entre Liesel et de nombreuses personnes : Rudy, son meilleur ami, complice et camarade de jeux ; Hans, son père adoptif si compréhensif et intègre ; Max, le boxeur juif qui se cache dans la cave ; ou encore la femme du maire, Ilsa Hermann, la bienfaitrice qui lui permettra d'étendre sa culture littéraire et qui va la recueillir quand la Mort viendra lui ravir tous ceux à qui elle tenait.

### La beauté et la brutalité de l'humanité
Ce paradoxe est de nombreuses fois exprimé dans ce récit, chaque fois énoncé avec détachement par la narratrice. La brutalité de l'homme a particulièrement été rattachée à l'Allemagne nazie. Les horreurs de cette guerre sont présentées au lecteur par le biais de la persécution et du traitement inhumain des Juifs. À l'opposé, les scènes telles que celle du pilote en train de mourir sont le reflet de la beauté de l'humanité. Dans cette scène, Rudy dépose un ours en peluche sur la poitrine de l'homme avant que la Mort ne vienne emporter son âme. Ces actes de bonté réapparaissent tout au long du roman, montrant ainsi les deux côtés de la nature humaine.

### Les Allemands résistants
Un sujet peu abordé concernant la Seconde Guerre mondiale est la résistance allemande en général. Il existait des mouvements de résistance au nazisme, tels que La Rose Blanche, un mouvement étudiant parti de Munich ou encore la tentative d'assassinat sur Hitler par le comte Claus Schenk von Stauffenberg, ainsi que de nombreux groupes sociaux-démocrates, communistes, catholiques, protestants et même des militaires.
Mais il y eut également de nombreux actes isolés et gratuits comme celui de Hans Hubermann, tels que ceux qu'on a pu retrouver en Europe et en France notamment, où de simples citoyens ont, au péril de leur vie et de celle de leur famille, décidé d'aider des juifs ou d'autres populations persécutées par les nazis.

## Cadre spatio-temporel
Molching est une petite ville imaginaire d'Allemagne. Elle est située à quelques kilomètres de Munich, en Bavière et proche de Dachau, la ville où fut construit le premier camp de concentration important d'Allemagne qui fut mis en service le 31 mars 1933 ; c'est en outre l'un des rares camps bâtis avant la mort de l'ancien Président Hindenburg en 1934.
L'histoire débute en janvier 1939, soit huit mois avant l'invasion de la Pologne et le début officiel de la Seconde Guerre mondiale. La fin de La Voleuse de livres se situe pendant les bombardements Alliés qui touchèrent l'Allemagne nazie l'été de l'année 1943. L'épilogue, situé à Sydney en Australie, se passe plusieurs dizaines d'années après les évènements narrés dans le roman, à la fin de la vie de Liesel Meminger.

## Accueil
La Voleuse de livres a été publié pour la première fois en Australie en 2005 dans la catégorie des romans pour adultes, alors qu'il est publié aux États-Unis et en Europe en tant que roman pour jeunes adultes. Il devient rapidement numéro un des ventes aux États-Unis, ainsi qu'au Royaume-Uni dans les deux éditions (adulte et jeunes adultes) peu de temps après leurs sorties respectives.
Le roman est également salué par la critique américaine, britannique et australienne, la presse française lui réservant le même accueil.
Dans The Guardian, un critique écrit que « La Voleuse de livres, best seller sur la liste du New York Times,  a été publié en tant que livre pour jeunes adultes dans certains pays, et comme un roman pour adultes dans d'autres. Il devrait certainement être lu par tous. Déconcertant, intrigant, triomphant et tragique, c’est un roman magistral à vous couper le souffle. Je ne pourrais jamais assez vous recommander de le lire,. » En France, Le Monde des livres ajoute qu'il « célèbre l’amour de la lecture, les liens familiaux, la solidarité humaine. De quoi attendrir la Mort elle-même. »

## Distinctions

### Récompenses
- 2006 : Kathleen Mitchell Award[8]
- 2008 : Ena Noel Award[9]

### Nominations
- 2007 : finaliste du prix Michael L. Printz pour l'excellence en littérature pour jeunes adultes[10]
- Quill Award (en) : meilleur roman pour jeunes adultes[11]

## Adaptation
Une adaptation homonyme a été réalisée en 2013 par Brian Percival.